# International Opera Awards

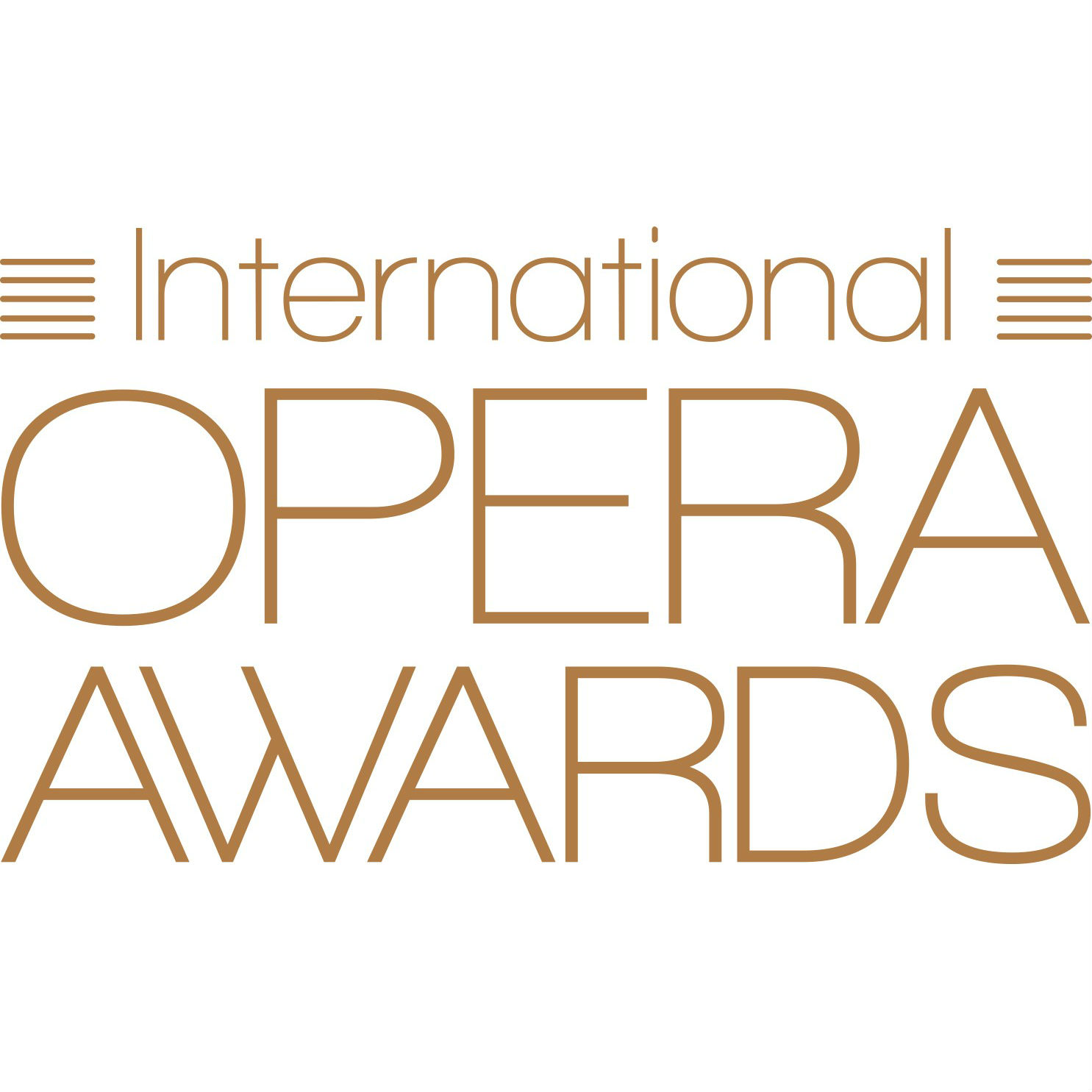
Logotipo de los International Opera Awards

Los International Opera Awards son una ceremonia anual de entrega de premios que honran la excelencia en la ópera en todo el mundo.

## Orígenes
Los International Opera Awards fueron fundados en 2013 por Harry Hyman, empresario británico, filántropo y defensor de la ópera, y John Allison, editor de la revista Opera. El objetivo del certamen es celebrar la excelencia en la ópera y dar a conocer la ópera como arte a nivel internacional.

## Categorías
Cada año se conceden premios en unas 20 categorías. Las candidaturas para todas las categorías están abiertas al público en general, que presenta sus opciones a través de un formulario en internet. Un jurado de críticos y administradores de ópera examina posteriormente las largas listas generadas por este proceso y anuncia los finalistas antes de la ceremonia.
Los ganadores se deciden por votación secreta, a excepción del Premio de los Lectores de la revista Opera, que se decide por votación pública.

## Ceremonia
La ceremonia inaugural de los International Opera Awards se celebró en Londres, en el Hotel Hilton, el lunes 22 de abril de 2013. Las ceremonias posteriores han tenido lugar cada año en abril o mayo.
En 2015, los premios cambiaron el formato de cena por el de espectáculo teatral, con actuaciones de antiguos ganadores, finalistas y otros destacados intérpretes de ópera. Las ceremonias de 2015 y 2016 tuvieron lugar en el Teatro Savoy de Londres. De 2017 a 2019 la ceremonia se celebró en el London Coliseum y en el Teatro de Sadler's Wells, con Orpheus Sinfonia como orquesta de los Premios.
En 2022 la ceremonia se celebró en el Teatro Real de Madrid. Esta fue la primera vez que la ceremonia se celebró fuera del Reino Unido y la primera en persona desde 2019, debido a la pandemia de COVID-19. Los International Opera Awards de 2023 tuvieron lugar en el Gran Teatro de Varsovia, sede de la Ópera Nacional de Polonia.
El anfitrión de los Premios durante los dos últimos años ha sido el presentador de BBC Radio 3 Petroc Trelawny. La directora ha sido Ella Marchment.